# Defensa india antigua
|       |       |       |       |       |       |       |       |       |  |
|       | a8 rd | b8 nd | c8 bd | d8 qd | e8 kd | f8 bd | g8    | h8 rd |  |
| a7 pd | b7 pd | c7 pd | d7    | e7 pd | f7 pd | g7 pd | h7 pd |       |  |
| a6    | b6    | c6    | d6 pd | e6    | f6 nd | g6    | h6    |       |  |
| a5    | b5    | c5    | d5    | e5    | f5    | g5    | h5    |       |  |
| a4    | b4    | c4 pl | d4 pl | e4    | f4    | g4    | h4    |       |  |
| a3    | b3    | c3    | d3    | e3    | f3    | g3    | h3    |       |  |
| a2 pl | b2 pl | c2    | d2    | e2 pl | f2 pl | g2 pl | h2 pl |       |  |
| a1 rl | b1 nl | c1 bl | d1 ql | e1 kl | f1 bl | g1 nl | h1 rl |       |  |
|       |       |       |       |       |       |       |       |       |  |

La Defensa india antigua (ECO A53-A54) muy lógica pero sin grandes ambiciones. Sólo trata de hacerse fuerte en sus posiciones y dar salida al alfil de casillas blancas en fianchetto, colocando el caballo en d7 y los peones b,c,d en la sexta fila con el alfil rey en g7; sin embargo tiene la ventaja de que puede transponer a otras líneas más activas, y hacer caer al blanco en líneas inferiores. El jugador negro tiene que estar muy seguro de cómo se llega a esas otras líneas.
Línea principal
1.d4 Cf6
2.c4 d6
1.d4 Cf6 2.c4 d6 3.Cc3 e5
1.d4 Cf6 2.c4 d6 3.Cc3 e5 4.Cf3
1.d4 Cf6 2.c4 d6 3.Cc3 e5 4.Cf3 Cbd7 5.e4
1.d4 Cf6 2.c4 d6 3.Cc3 e5 4.e3 Cbd7 5.Ad3
1.d4 Cf6 2.c4 d6 3.Cc3 Af5